# 152 mm M1938 (M-10)
De 152 mm M1938 (M-10) houwitser (Russisch: 152-мм гаубица обр. 1938 г. (М-10)) was een 152,4-mm houwitser uit de Sovjet-Unie. Ook was een variant van dit kanon op de KV-2 tank: de M-10T geplaatst.

## Beschrijving
In 1939 werden 4 kanonnen gebouwd. 685 meer in 1940 en 833 stuks in 1941. Ongeveer 340 M-10T werden er gebouwd: 334 voor KV-2's en de rest voor experimentele voertuigen. De reden dat de productie met het uitbreken van de oorlog stopte waren: 
- De M-10 was te zwaar voor divisie artillerie en niet krachtig genoeg voor korpsartillerie;
- Problemen met het bouwproces;
- Een te kleine behoefte voor dit type wapen tijdens het "verdedigingsgedeelte" van de oorlog.

Echter werden deze problemen door sommigen niet als een goede reden beschouwd om de productie te staken, omdat later in de oorlog de 152 mm M1943 (D-1) houwitser werd gebruikt met dezelfde eigenschappen als de M-10. Daarbij kan een houwitser uitstekend als verdedigingsmiddel worden gebruikt, bijvoorbeeld: het bombarderen van vijandelijke houwitsers. De historicus M. Svirin bood de volgende reden aan:
- Te kort aan artillerietractors;
- Problemen met het onderhoud en reparaties;
- Complexiteit van de affuit;
- De Sovjet oorlogsfabrieken waren, of verloren, of met iets belangrijkers bezig.

Vergeleken met zijn voorgangers had de M-10 een lange loop, met een sluitstuk voorzien van onderbroken schroefdraad en een tweedelig terugslagsysteem, bestaande uit een hydraulische terugslagbuffer en een hydropneumatische recuperator. Het schild bood enige protectie tegen vuur van handvuurwapens en granaatscherven. Het kanon had in tegenstelling tot de D-1 geen mondingsrem. De affuit had de vering en wielen van een ZiS-5 truck, wat resulteerde in een hoge transportsnelheid.

## Galerij

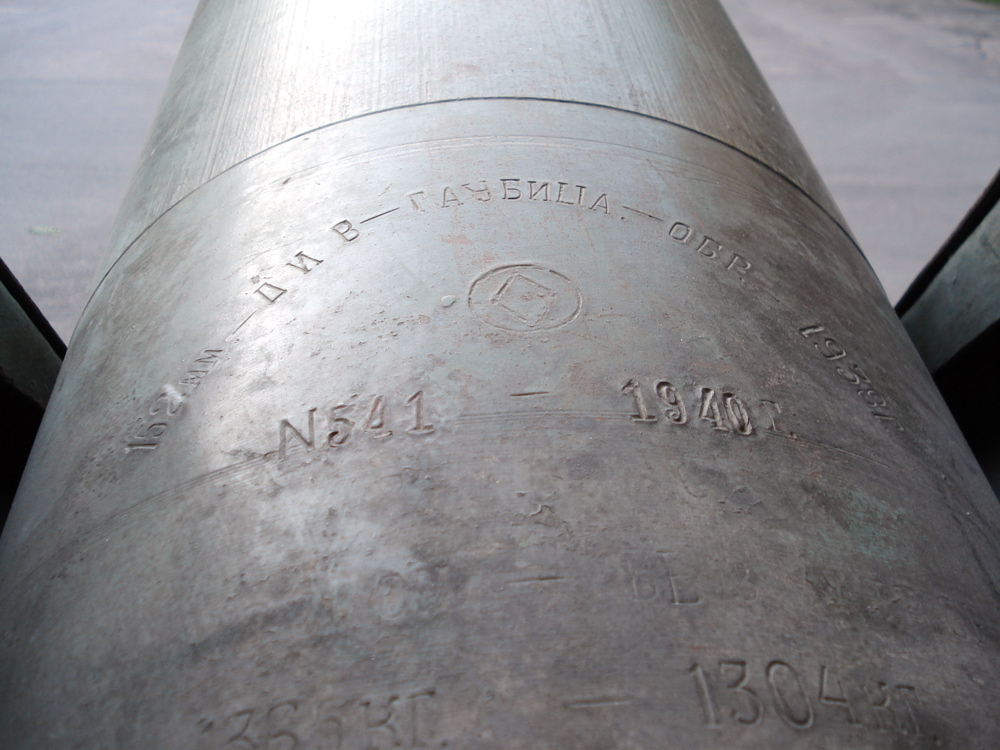
Fabrieksafdruk op de loop
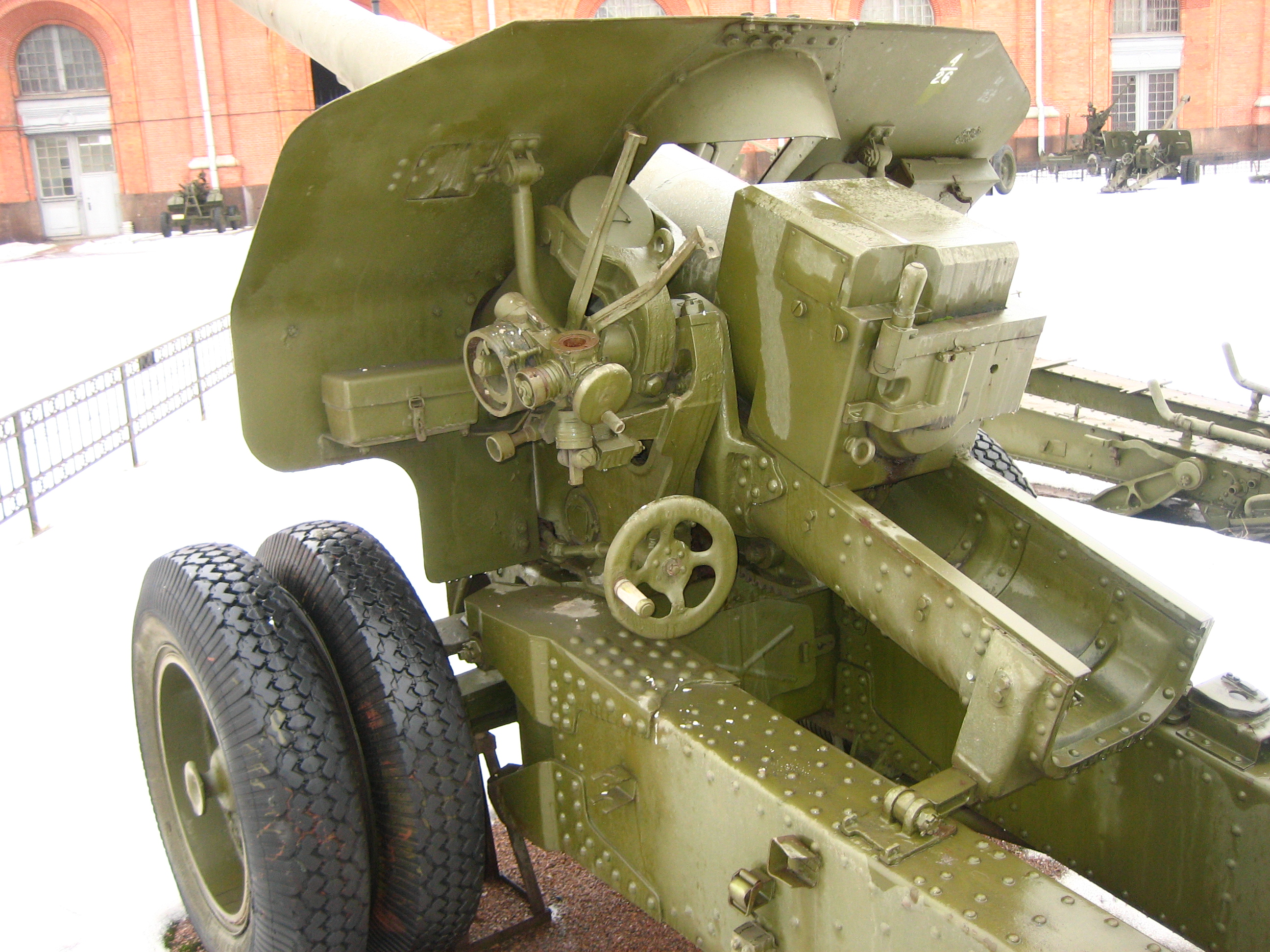
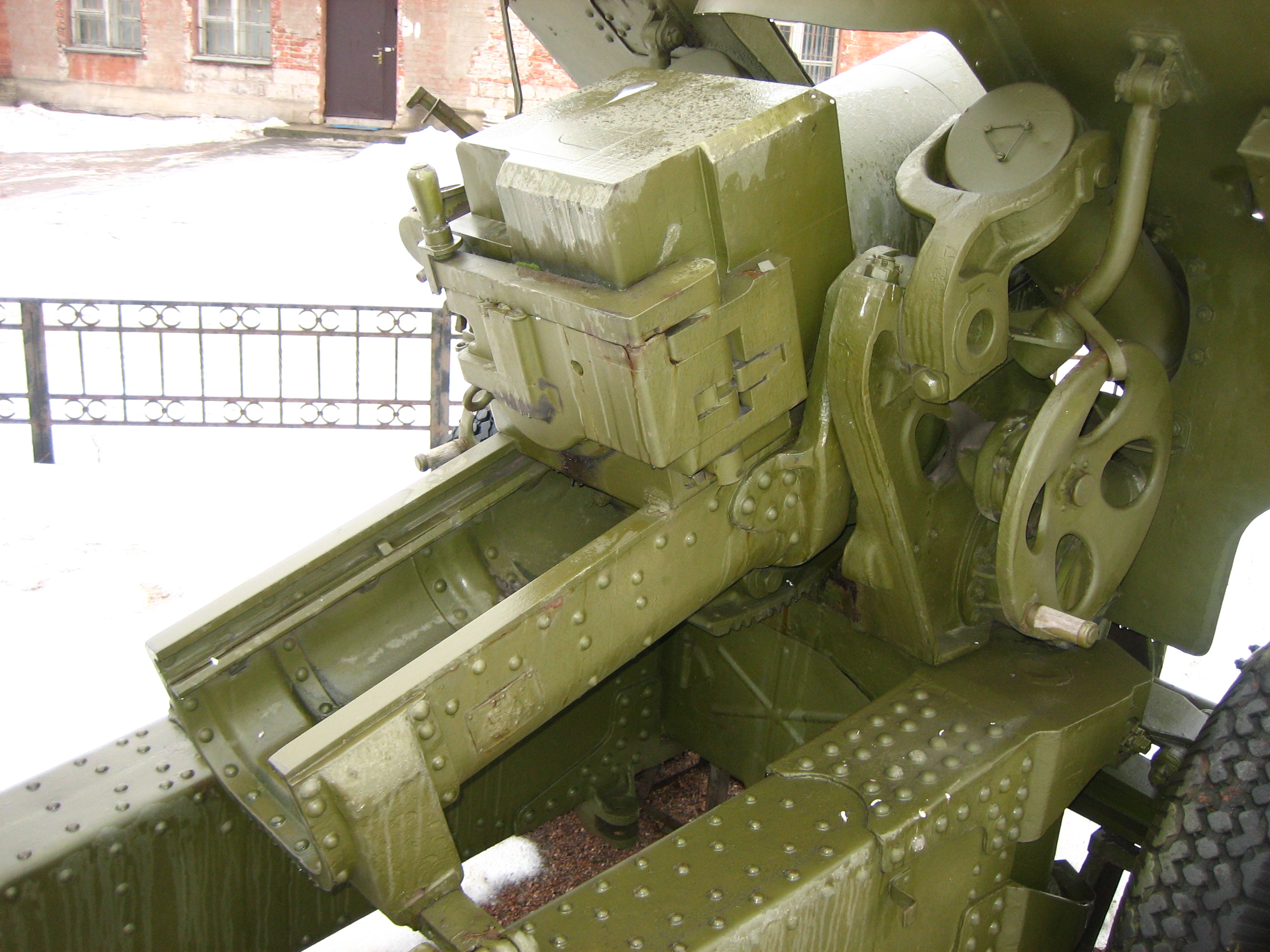
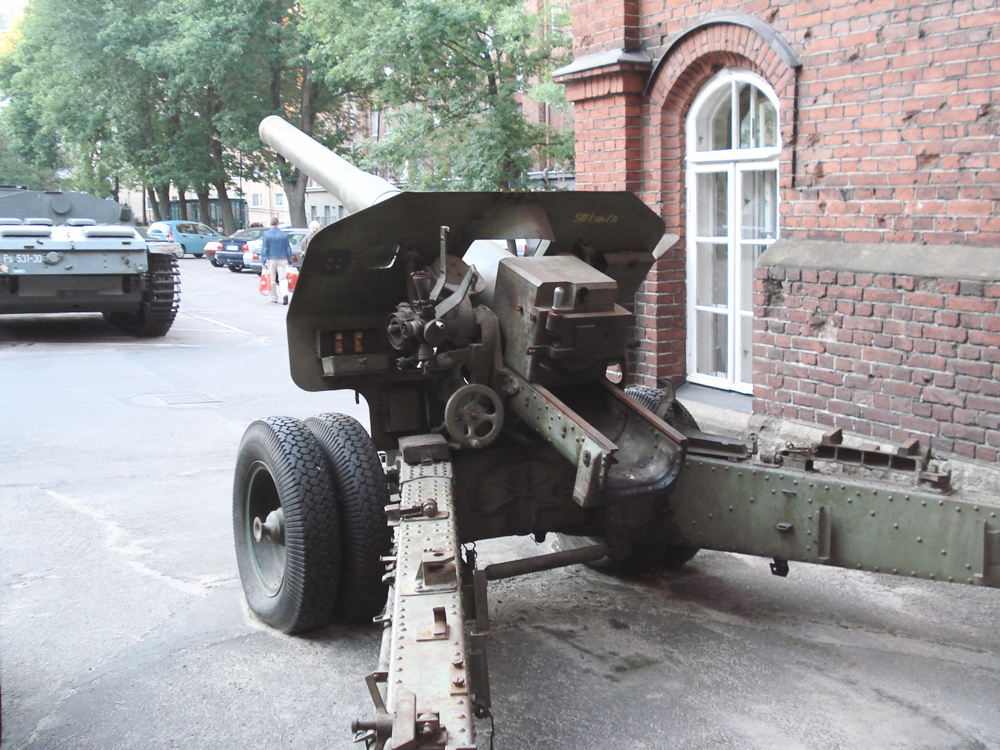
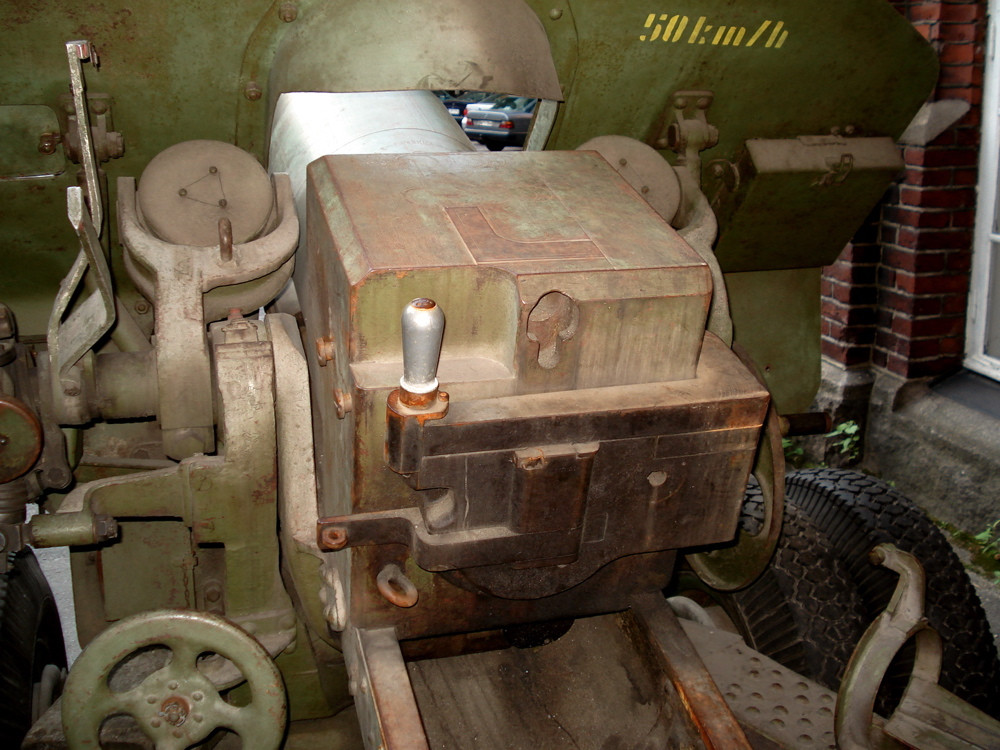
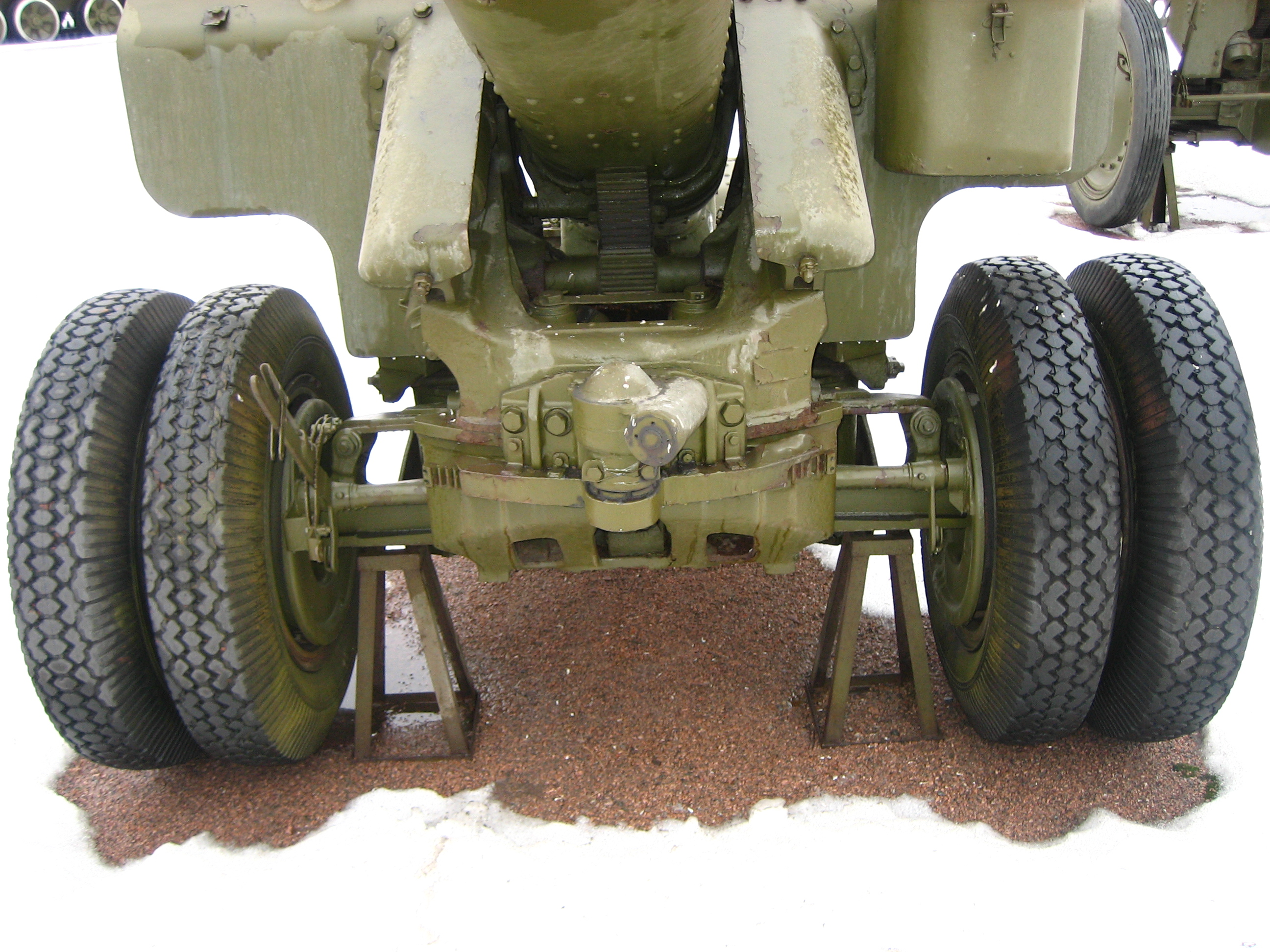
Wielen
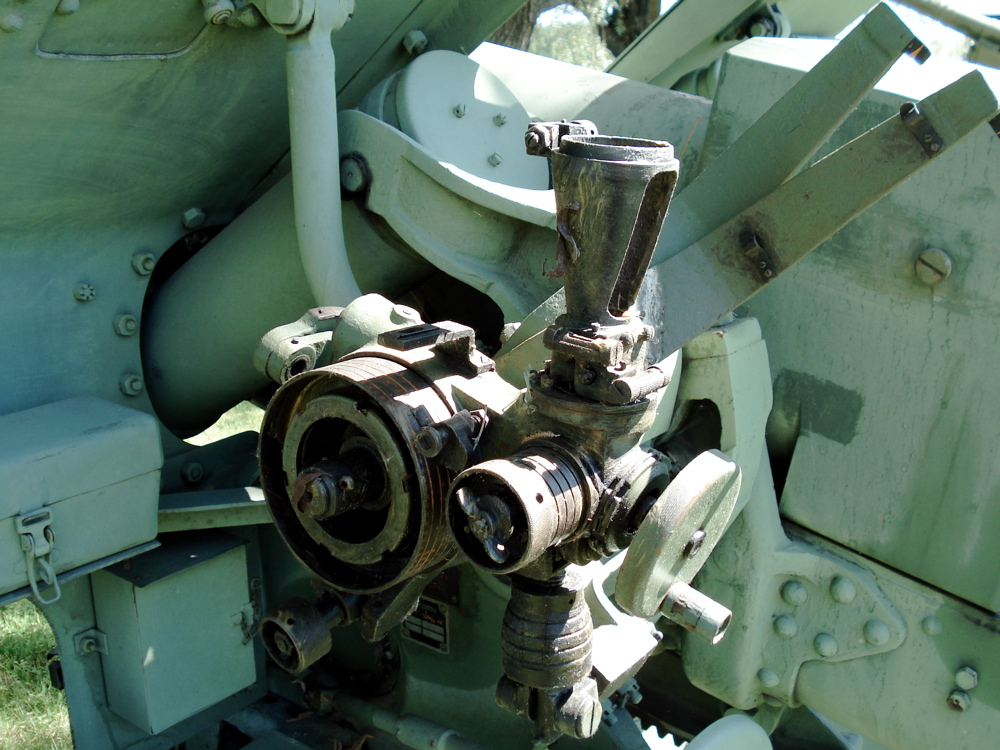
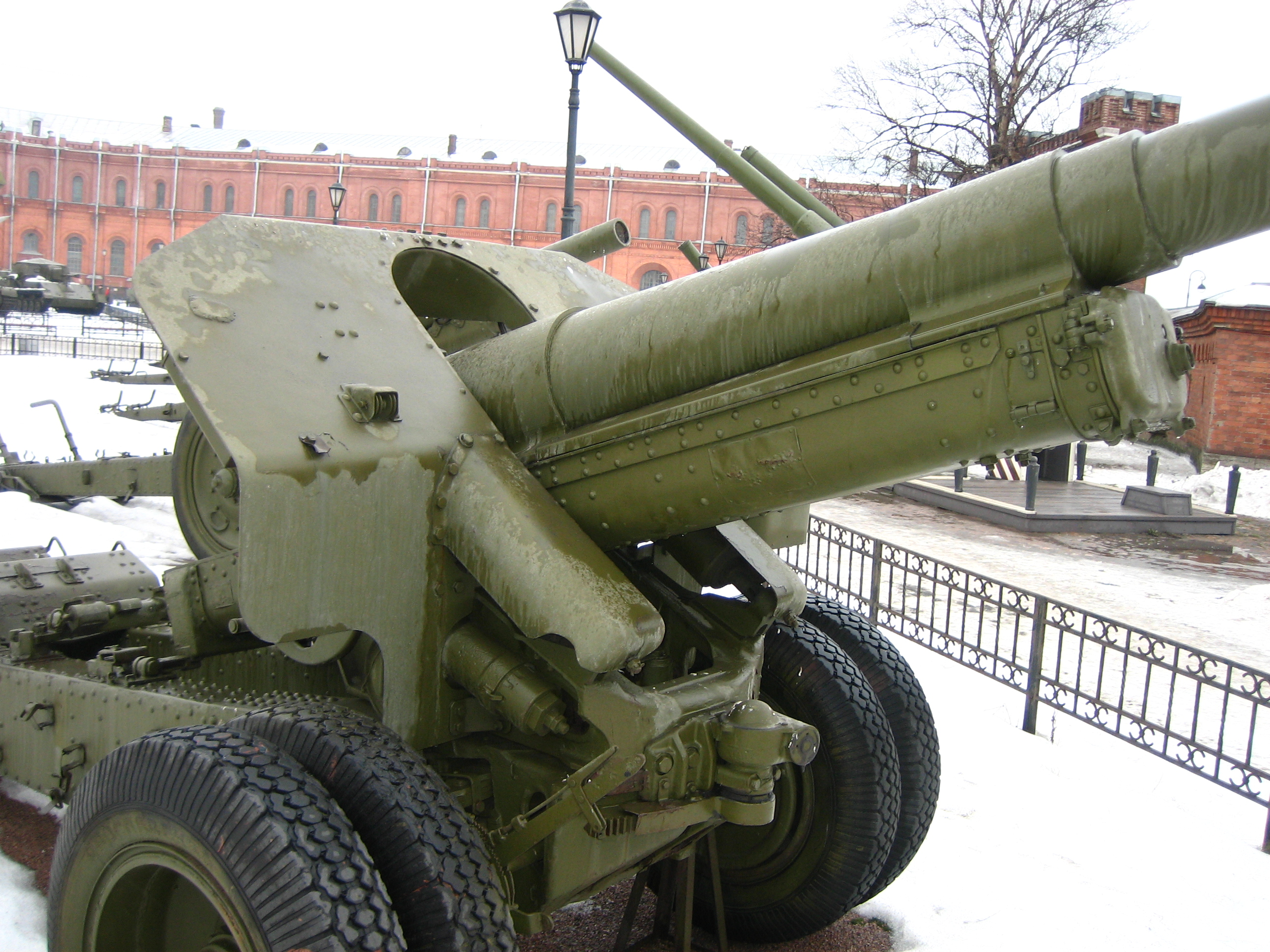